# Cilindroleberídids
Els cilindroleberídids (Cylindroleberididae) són una família de crustacis ostracodes que presenten una gran diversitat morfològica.

## Característiques
La característica que els defineix són les 7 a 8 parells de brànquies foliàcies que posseeixen en la part posterior del cos. Altres característiques comunes a totes les espècies de la família són unes «barbes de balena» en tots dos maxil·lars i un cinquè apèndix, un coxal en forma d'espasa (endita de la mandíbula), i pels trienides a l'endita basal de la mandíbula.

## Taxonomia
La família Cylindroleberididae inclou 275 espècies en cinc subfamílies:
- Subfamília Asteropteroninae Kornicker, 1981
- Subfamília Cyclasteropinae Poulsen, 1965
- Subfamília Cylindroleberidinae Müller, 1906
- Subfamília Macroasteropteroninae Karanovic & Lörz, 2012
- Subfamília Macroasteropteroninae Karanovic & Lörz